# Sindrome di Alström
La sindrome di Alström o sindrome di Alström-Hallgren è una malattia genetica rara caratterizzata da obesità fin dall'infanzia e da alterazioni nella funzionalità di molteplici organi. La malattia è afferente al gruppo delle ciliopatie.

## Epidemiologia e storia
La prevalenza della sindrome sembra essere inferiore a un caso su un milione di nati vivi nella popolazione generale; gli Acadiani tuttavia, sia in Nuova Scozia sia in Louisiana, mostrano una prevalenza molto più alta della sindrome, a causa dell'effetto del fondatore. Al 2015, in letteratura medica, erano stati descritti almeno 900 casi nel mondo.
La patologia deve il suo nome allo psichiatra svedese Carl-Henry Alström, che nel 1959 ne pubblicò la prima descrizione ufficiale assieme ai collaboratori B. Hallgren, I. B. Nilsson e H. Asander.

## Eziologia
La sindrome è causata da una mutazione a carico del gene ALMS1, coinvolto nella formazione delle ciglia. Al 2015 sono state individuate almeno 239 diverse mutazioni a carico di questo gene; tra queste, la maggior parte provoca lo sviluppo della malattia. La sindrome di Alström è talora confusa con la sindrome di Bardet-Biedl (anch'essa una ciliopatia), tuttavia quest'ultima si manifesta più tardivamente con segni e sintomi, comprende polidattilia ed è causata da una mutazione del gene BBS.
La trasmissione della sindrome di Alström è a carattere autosomico recessivo. Il gene ALMS1 si trova sul braccio corto del cromosoma 2, in corrispondenza del locus genico 2p13.2.
Il gene ALMS1 contiene istruzioni per codificare una proteina detta anch'essa ALMS1. Questa proteina è coinvolta nello sviluppo del ciglio primario, nella regolazione del ciclo cellulare e nel trasporto di sostanze all'interno della cellula. Questa proteina è espressa in tutti i tessuti dell'organismo, dal momento che le ciglia sono presenti, seppur in quantità variabili, in tutti i tipi cellulari.

## Patogenesi
Nel 2014 venne condotta una ricerca atta a studiare la degenerazione del tratto ottico nei pazienti con sindrome di Alström. Le annesse modifiche funzionali e strutturali vennero studiate mediante risonanza magnetica nucleare. Undici pazienti su 23 (5 femmine e 6 maschi) furono sottoposti a risonanza magnetica del cervello; ciò dimostrò una quantità di materia bianca inferiore alla norma, specie nella regione occipitale; si osservò inoltre una scarsa quantità di materia grigia, anche se meno marcata. L'anisotropia frazionale, valutata mediante imaging con tensore di diffusione, risultava diminuita, così come la diffusività radiale. La diffusività assiale e mediale, invece, risultavano normali. Inoltre si rilevò una ridotta quantità di connessioni tra un emisfero cerebrale e un altro, specie nella regione mediale dell'occipite.
I pazienti con sindrome di Alström hanno un elevato rischio di riportare uno squilibrio diffuso della concentrazione e della struttura della mielina, così come una degenerazione transneuronale anterograda. La corteccia visiva, sia posteriore sia anteriore, tende a riorganizzarsi in modo anomalo in caso di sindrome di Alström.

## Clinica

### Segni e sintomi
I segni e i sintomi della sindrome di Alström tendono a comparire durante l'infanzia, ma l'età di esordio di questi è molto variabile. Tra le manifestazioni cliniche si annoverano:
- Insufficienza cardiaca dovuta a cardiomiopatia dilatativa: è presente in oltre il 60% degli individui affetti e spesso si verifica entro le prime settimane di vita, tuttavia talvolta compare durante l'adolescenza o la prima età adulta.[12]
- Fotofobia e alterazioni della visione (distrofia di coni e bastoncelli): presenti in quasi tutti gli affetti dalla sindrome, tendono a comparire entro i 15 mesi di vita e a peggiorare progressivamente sino ai 20 anni circa.[12]
- Lieve ritardo mentale nelle prime fasi dell'infanzia in circa metà dei pazienti; disturbi specifici di apprendimento anche a lungo termine nel 30% circa dei pazienti.[13]
- Obesità nella quasi totalità dei casi: si manifesta entro i cinque anni di età e tende a mitigarsi nell'età adulta.
- Nistagmo: è in genere uno dei segni clinici della sindrome a esordio più precoce.
- Ipoacusia neurosensoriale bilaterale, di intensità lieve o moderata.
- Diabete mellito di tipo 2 a insorgenza molto precoce (a volte nei primissimi anni di vita).
- Iperinsulinemia (talvolta causa di acantosi nigricans) e insulinoresistenza.
- Ipertrigliceridemia.
- Steatosi epatica fin dall'infanzia, con valori molto elevati di transaminasi; la steatosi può peggiorare con la crescita ed evolvere in cirrosi epatica e conseguente insufficienza epatica nel corso degli anni.
- Disturbi ormonali di vario tipo: ipotiroidismo, ipertiroidismo, deficit di ormone della crescita, bassi livelli di testosterone nei maschi, livelli di androgeni più alti del normale nelle femmine.
- Lenta e progressiva insufficienza renale che tende a verificarsi tra il secondo e il quarto decennio di vita, ma solo in alcuni pazienti.

### Esami di laboratorio e strumentali
La diagnosi della sindrome può essere effettuata fin dall'infanzia ma avviene di rado a quest'età, in quanto i vari segni clinici della sindrome tendono ad essere identificati e studiati come se non avessero una causa comune. Esiste un test genetico per individuare la mutazione alla base della malattia, effettuabile in caso di sospetto diagnostico ma eseguito di rado, a causa dell'incapacità di rilevare tutte le mutazioni responsabili della malattia e del suo costo elevato. Alcuni esami di imaging come la tomografia computerizzata, la risonanza magnetica nucleare e la radiografia possono comunque fornire informazioni utili in caso di sospetto diagnostico avanzato sulla base dell'esame obiettivo preliminare.

#### Criteri diagnostici
J. D. Marshall e altri studiosi della sindrome, nel 2007, hanno pubblicato un sistema nosologico basato su alcuni criteri diagnostici, distinti in base all'età dell'individuo oggetto di valutazione:
Dalla nascita ai 2 anni
La diagnosi richiede almeno due criteri maggiori o almeno un criterio maggiore e due criteri minori:
I criteri maggiori sono:
1. Mutazione di un allele del gene ALMS1 e/o storia familiare di sindrome di Alström
2. Patologie della visione (nistagmo, fotofobia)

I criteri minori sono:
1. Obesità
2. Cardiopatia dilatativa con insufficienza cardiaca congestizia

Altri segni sospetti sono: infezioni respiratorie ricorrenti, assenza di anomalie alle dita (come polidattilia) tipiche di altre sindromi, ritardo globale dello sviluppo.
Dai 3 ai 14 anni
Servono due criteri maggiori o un criterio maggiore e tre criteri minori per la diagnosi:
I criteri maggiori sono:
1. Mutazione di un allele del gene ALMS1 e/o storia familiare di sindrome di Alström
2. Patologie della visione (nistagmo, fotofobia, diminuzione dell'acuità visiva), distrofia dei coni diagnosticabile mediante elettroretinografia)

I criteri minori sono:
1. Obesità e/o insulinoresistenza e/o diabete mellito di tipo 2
2. Storia di cardiomiopatia dilatativa con scompenso cardiaco congestizio
3. Ipoacusia progressiva
4. Alterazione della funzionalità del fegato
5. Insufficienza renale
6. Invecchiamento precoce delle ossa

Altri segni sospetti sono: infezioni respiratorie ricorrenti, assenza di anomalie alle dita (come polidattilia) tipiche di altre sindromi, ritardo globale dello sviluppo, iperlipidemia, scoliosi, ipotiroidismo, piedi piatti e larghi, ipertensione, ricorrenti infezioni delle vie urinarie, deficit di ormone della crescita.
Dai 15 anni all'età adulta
Servono due criteri maggiori e due criteri minori o un criterio maggiore e quattro criteri minori per la diagnosi:
I criteri maggiori sono:
1. Mutazione di un allele del gene ALMS1 e/o storia familiare di sindrome di Alström
2. Patologie della visione (storia clinica di nistagmo durante l'infanzia; marcata ipovisione; distrofia di coni e bastoncelli visibile mediante elettroretinografia).

I criteri minori sono:
1. Obesità e/o insulinoresistenza e/o diabete mellito di tipo 2
2. Storia di cardiomiopatia dilatativa con scompenso cardiaco congestizio
3. Ipoacusia progressiva
4. Alterazione della funzionalità del fegato
5. Insufficienza renale
6. Bassa statura
7. Ipogonadismo nei maschi; mestruazioni irregolari e/o livelli di androgeni superiori al normale nelle femmine

Altri segni sospetti sono: infezioni respiratorie ricorrenti, assenza di anomalie alle dita (come polidattilia) tipiche di altre sindromi, storia di ritardo globale dello sviluppo durante l'infanzia e l'adolescenza, iperlipidemia, scoliosi, ipotiroidismo, piedi piatti e larghi, ipertensione, ricorrenti infezioni delle vie urinarie, disfunzioni delle vie urinarie, deficit dell'ormone della crescita, alopecia.

## Diagnosi prenatale e prevenzione
Per individui con una storia familiare di sindrome di Alström può essere utile un counseling genetico volto a stabilire la presenza o meno dell'allele mutato del gene ALMS1, da effettuarsi prima dell'eventuale concepimento di figli. Può inoltre essere effettuata una diagnosi genetica preimpianto per individuare gli embrioni portatori del gene mutato, in modo da procedere con la fecondazioni in vitro selezionando solo gli embrioni privi di mutazione di un allele del gene ALMS1.; a concepimento avvenuto, è comunque possibile giungere a un'eventuale diagnosi prenatale mediante villocentesi o amniocentesi.

## Trattamento
Non esiste una cura per la sindrome di Alström: tuttavia alcuni approcci terapeutici possono mitigare le manifestazioni della malattia o impedirne il peggioramento:
- Utilizzo di occhiali con lenti colorate per ridurre le alterazioni della vista causata dalla distrofia di coni e bastoncelli; il paziente può necessitare l'apprendimento della scrittura Braille e l'ausilio di supporti per la deambulazione dei non vedenti.
- Supporto educativo individuale costante per i bambini con ritardo mentale, specie nell'ambiente scolastico.
- Utilizzo di apparecchi acustici in caso di ipoacusia, con l'uso di apparecchi acustici impiantati direttamente nell'orecchio in caso di deficit uditivo severo. Forme gravi di ipoacusia possono beneficiare anche dell'applicazione di un impianto cocleare.
- Dieta equilibrata per prevenire l'obesità e il diabete mellito o per diminuirne l'entità e prevenirne le possibili complicanze.
- Terapia occupazionale, specie durante l'infanzia.
- Dialisi (sia peritoneale, sia emodialisi) per filtrare il sangue, sopperendo all'insufficienza renale (spesso progressiva).
- Trapianto di rene in caso di insufficienza renale molto grave.
- Chirurgia correttiva per difetti strutturali della colonna vertebrale, quali scoliosi e cifosi in forma grave.

### Trattamento farmacologico
Numerosi farmaci possono rendersi necessari per i pazienti affetti dalla sindrome:
- Antibiotici per le frequenti infezioni batteriche a livello urinario e respiratorio (come le bronchiti).
- Farmaci per il controllo della glicemia in caso di diabete; tra di essi si annoverano alcuni antidiabetici orali, tra cui:
  - Glinidi (repaglinide e rateglinide): con la somministrazione orale di una compressa prima di ogni pasto, stimolando le cellule beta delle isole di Langerhans a produrre insulina, possono produrre un repentino calo della glicemia.
  - Metformina: inibisce il rilascio del glucosio da parte del fegato e ne favorisce l'uptake da parte dei muscoli.
  - Tiazolidindioni (rosiglitazone e pioglitazone), con meccanismo simile a quello della metformina a livello epatico; il suo uso prolungato può portare all'insufficienza cardiaca.
- Inibitori della dipeptidil-peptidasi IV: abbassano i livelli di GLP-1, un peptide glucagone-simile, favorendo lo smaltimento del glucosio nel sangue.
- Antidiabetici assumibili mediante iniezione, tra cui:
  - Pramlintide: è un agonista dell'amilina. È ad azione centrale, sul cervello, moderando l'assunzione di cibo e, conseguentemente, i livelli di glucosio nel sangue. Può essere utilizzato anche nel caso di diabete mellito di tipo 1, non solo di tipo 2.
  - Exenatide: è un agonista del recettore del GLP-1. Riduce la secrezione pancreatica di glucagone, fa aumentare la secrezione di insulina e riduce l'assunzione di carboidrati.
- Farmaci per l'eventuale ipercolesterolemia: l'impiego di statine, ossia di inibitori della HMG-CoA reduttasi, produce come effetto secondario l'abbassamento della concentrazione di lipoproteine a bassa densità (LDL e VLDL), del colesterolo e dei trigliceridi. Anche alte dosi di acido nicotinico permettono l'abbassamento dei livelli ematici di colesterolo.[16]
- Farmaci per le manifestazioni cardiache: ACE inibitori, diuretici, betabloccanti e digossina possono apportare benefici in caso di cardiomiopatia e di conseguente insufficienza cardiaca.[16]

## Prognosi
La prognosi della sindrome di Alström differisce molto da individuo a individuo, poiché la gravità della malattia è molto variabile; a livello uditivo si può avere un peggioramento del quadro clinico fino alla sordità completa; anche la vista può peggiorare fino alla completa cecità bilaterale. L'insufficienza epatica e l'insufficienza renale vanno spesso incontro a un graduale aggravamento; ne consegue che l'aspettativa di vita è in generale molto ridotta, e solo pochi individui affetti dalla sindrome superano i 50 anni di età.